# SN 2007jm
SN 2007jm – supernowa typu II-n odkryta 3 września 2007 roku w galaktyce A215538-0010. W momencie odkrycia miała maksymalną jasność 20,50m.